# Кирхдорф-ан-дер-Ампер
Кирхдорф-ан-дер-Ампер (нем. Kirchdorf an der Amper) — община в Германии, в земле Бавария.
Подчиняется административному округу Верхняя Бавария. Входит в состав района Фрайзинг.  Официальный код — 09 1 78 136.
По данным на 31 декабря 2015 года:
- территория — 3295,88 га;
- население — 3082 чел.;
- плотность населения — 93,51 чел./км²;
- землеобеспеченность с учётом внутренних вод — 10 693,96 м²/чел.

До 1 января 1994 года община входила в состав административного сообщества Аллерсхаузен.

## Население
По оценке на 31 декабря 2015 года население общины составляет 3082 человек.
| Дата      | 1840 | 1871 | 1900 | 1925 | 1939 | 1950 | 1961 | 1970 | 1987 | 2011 |
| --------- | ---- | ---- | ---- | ---- | ---- | ---- | ---- | ---- | ---- | ---- |
| Население | 942  | 1046 | 1177 | 1242 | 1159 | 1584 | 1478 | 1523 | 1817 | 2736 |

| Год       | 1960 | 1970 | 1980 | 1990 | 2000 | 2009 | 2010 | 2011 | 2012 | 2013 | 2014 | 2015 |
| --------- | ---- | ---- | ---- | ---- | ---- | ---- | ---- | ---- | ---- | ---- | ---- | ---- |
| Население | 1456 | 1504 | 1743 | 2001 | 2531 | 2742 | 2752 | 2793 | 2837 | 2903 | 3002 | 3082 |